# Caius Sentius Saturninus (consul en 4)
Pour les articles homonymes, voir Caius Sentius Saturninus.
Caius Sentius Saturninus est un homme politique et général des débuts de l'Empire romain. Il est le fils de Caius Sentius Saturninus, consul en 19 av. J.-C.

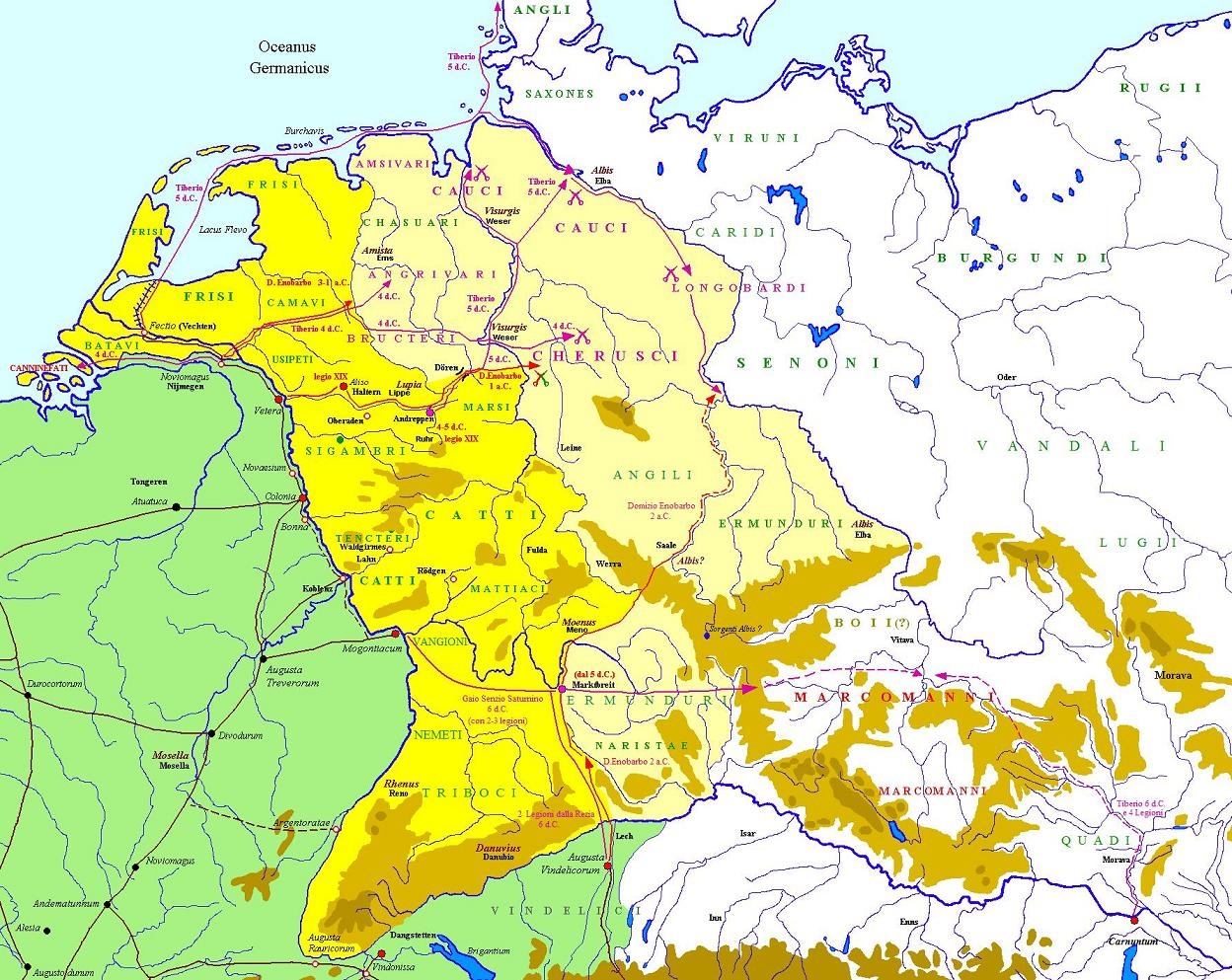
Les campagnes de Lucius Domitius Ahenobarbus (3 à 1 av. J.-C.) et de Tibère et Saturninus (4 à 6) en Germanie.

Il est consul en 4 de notre ère, l'année où est votée la Lex Aelia Sentia. Il est ensuite nommé gouverneur de Germanie par Auguste et sert avec distinction sous les ordres de Tibère dans sa campagne contre les Germains. Ils passent au-delà de la Weser, et en 5, ils organisent une opération de grande envergure qui implique l'utilisation de forces terrestres et de la flotte de la mer du Nord. Le dernier acte nécessaire est celui d'occuper la partie méridionale de la Germanie et la Bohême des Marcomans de Marobod afin de compléter le projet d'annexion et de faire du Rhin à l'Elbe, la nouvelle frontière,. Tibère conçoit un plan d'attaque impliquant l'utilisation de plusieurs légions lorsqu'une révolte éclate en Dalmatie et en Pannonie ce qui arrête l'avancée de Tibère et Saturninus en Moravie. En récompense de ses services, Saturninus est récompensé par les ornements triomphaux par Auguste en 6,.